# Berufsschule plus
Berufsschule plus, auch Berufsschule+, oder BS+, ist ein Schulversuch innerhalb des bayerischen Schulsystems. Das Pilotprojekt wurde im Schuljahr 2008/09 mit dem Ziel gestartet besonders leistungsbereiten und -fähigen Auszubildenden die Möglichkeit zu geben, während ihrer Ausbildung die Fachhochschulreife zu erhalten.
Der Auszubildende besucht dazu während seiner Berufsausbildung zusätzliche Unterrichtsstunden, welche auf eine ergänzende Abschlussprüfung in den Fächern Deutsch, Englisch und Mathematik nach drei Jahren vorbereiten.
Der ursprünglich bis zum Schuljahr 2010/11 angedachte Versuch wurde bis heute (2020) mehrfach verlängert.

## Voraussetzungen
- Es muss eine mindestens zweijährige Erstausbildung an einer Berufsschule oder Berufsfachschule besucht werden.
- Der Auszubildende muss über einen mittleren Schulabschluss mit einem Notendurchschnitt von mindestens 3,5 in den Fächern Deutsch, Englisch und Mathematik, oder über die Vorrückungserlaubnis in der Jahrgangsstufe 11 des Gymnasiums verfügen.

## Unterricht
Der Unterricht besteht aus den Fächern Deutsch, Englisch, Mathematik sowie im ersten Jahr Gesellschaftswissenschaften und in den beiden folgenden Naturwissenschaften.
Die Unterrichtszeiten werden lokal, nach den Wünschen und Möglichkeiten der Schüler festgelegt. So findet der zusätzliche Unterricht entweder am Nachmittag oder samstags statt.

## Standorte
Um den Zusatzunterricht an einer Berufsschule zu besuchen, ist es nicht notwendig dieselbe Berufsschule auch regulär zu besuchen.
Nachfolgend eine Liste mit den aktuellen Standorten (Mai 2019).

### Oberbayern
- Staatliche Berufsschule für Metall- und Bautechnik, Bad Aibling
- Staatliche Berufsschule Berchtesgadener Land, Freilassing
- Staatliche Berufsschule Fürstenfeldbruck
- Staatliche Berufsschule, Garmisch-Partenkirchen
- Staatliche Berufsschule I Ingolstadt
- Staatliche Berufsschule II, Mühldorf
- Städtische Berufsschule für Fertigungstechnik München
- Staatliches Berufliches Zentrum, Starnberg

### Niederbayern
- Staatliche Berufsschule I, Landshut[2]
- Staatliche Berufsschule II, Deggendorf
- Staatliche Berufsschule „Hans-Glas-Schule“, Dingolfing[3]
- Staatliche und Kommunale Berufliche Schulen, Vilshofen

### Oberpfalz
- Staatliche Berufsschule „Werner-von-Siemens-Schule“, Cham
- Staatliches Berufliches Schulzentrum, Neumarkt in der Oberpfalz
- Städtische Berufsschule I, Regensburg
- Berufliches Schulzentrum, Schwandorf
- Staatliches Berufliches Schulzentrum, Weiden
- Staatliches Berufliches Schulzentrum, Wiesau

### Oberfranken
- Staatliche Berufsschule III, Bamberg

### Mittelfranken
- „Ludwig-Erhard-Schule“, Staatliche Berufsschule II, Fürth
- Staatliches Berufliches Schulzentrum, Herzogenaurach-Höchstadt an der Aisch
- Städtische Berufsschule 2, Nürnberg
- Städtische Berufsschule 6, Nürnberg
- Staatliches Berufliches Schulzentrum Nürnberger Land, Lauf an der Pegnitz
- Staatliches Berufliches Schulzentrum, Roth
- Staatliche Berufsschule, Rothenburg ob der Tauber

### Unterfranken
- Staatliche Berufsschule 2, Aschaffenburg
- Staatliche Berufsschule, Bad Kissingen
- Staatliche Berufsschule Main-Spessart, Karlstadt

### Schwaben
- Städtische Berufsschule VI, Augsburg
- Staatliche Berufsschule Illertissen
- Staatliche Berufsschule, Lauingen
- Staatliche Berufsschule Ostallgäu, Marktoberdorf